# Santa Rosa (Bolívar)
Santa Rosa (nome completo Santa Rosa de Lima Norte de Bolívar) è un comune della Colombia facente parte del dipartimento di Bolívar.
Il centro abitato venne fondato nel 1735.